# Cossé-le-Vivien
Cossé-le-Vivien – miejscowość i gmina we Francji, w regionie Kraj Loary, w departamencie Mayenne.
Według danych na rok 2010 gminę zamieszkiwało 2938 osób, a gęstość zaludnienia wynosiła 65 osób/km².